# Армия Германии (Первая империя)
Армия Германии (фр. Armée d'Allemagne) — армия Французской империи, сформированная Наполеоном 1 апреля 1809 года для ведения боевых действий против Австрийской империи. После заключения Шёнбруннского мира, была расформирована Императором 2 марта 1810 года.

## Организация и состав армии
Главнокомандующий:
- император и король Наполеон

Генерал-адъютанты:
- дивизионный генерал Жерар Дюрок (великий маршал двора)
- дивизионный генерал Жан Лемаруа
- дивизионный генерал Жан  Рапп
- дивизионный генерал Рене Савари
- дивизионный генерал Анри Бертран
- дивизионный генерал Жак Лористон
- дивизионный генерал Жорж Мутон
- дивизионный генерал Оноре Рейль
- дивизионный генерал Антуан Дюронель
- бригадный генерал Анн-Шарль Лебрен
- полковник Шарль Гёэнёк (с 4 июня 1809)

Начальник генерального штаба:
- маршал Александр Бертье (17 марта – 1 декабря 1809)

Заместитель начальника генерального штаба:
- дивизионный генерал Матьё Дюма

Помощник заместителя начальника генерального штаба:
- бригадный генерал Франсуа Байи де Монтион

Начальники артиллерии:
- дивизионный генерал Николя Сонжи де Курбон (1 апреля – 15 июня 1809 года)
- дивизионный генерал Жан Ларибуазьер (с 15 июня 1809 года)

Заместитель начальника артиллерии:
- дивизионный генерал Луи Фуше

Начальник сапёров и инженеров:
- дивизионный генерал Анри Бертран

Заместитель начальника сапёров и инженеров:
- полковник Анж Блен

### Корпуса

#### 2-й армейский корпус
командиры:
- маршал Жан Ланн (1 апреля – 22 мая 1809)
- дивизионный генерал (маршал с 12 июля 1809) Николя Удино (23 мая 1809 – 5 января 1810)

#### 3-й армейский корпус
командир:
- маршал Николя Даву (1 апреля 1809 – 2 марта 1810)

#### 4-й армейский корпус
командир:
- маршал Андре Массена (11 апреля – 14 октября 1809)
- дивизионный генерал Клод Легран (14 октября 1809 – 2 марта 1810)

#### 7-й армейский (баварский) корпус
командир:
- маршал Франсуа-Жозеф Лефевр (1 апреля 1809 – )

#### 8-й армейский корпус
командир:
- маршал Пьер Ожеро (1 апреля – 1 июня 1809)
- дивизионный генерал Доминик Вандам (1 июня 1809 – 20 ноября 1809)

#### 9-й армейский (саксонский) корпус
Сформирован 8 апреля 1809 года.
командиры:
- маршал Жан-Батист Бернадотт (8 апреля 1809 – 9 июля 1809)
- дивизионный генерал Эбенезер Ренье (9 июля 1809 – 30 октября 1809)

#### 11-й армейский корпус
Бывшая Армия Далмации.
командир:
- дивизионный генерал Огюст Мармон

#### корпус резервной кавалерии
командир:
- маршал Жан-Батист Бессьер (1 апреля 1809 – 2 марта 1810)